# Mondial Moto
FB (successivamente FB Mondial e Mondial Moto) è stata un'azienda italiana che ha prodotto motociclette dal 1929 al 1978. Il marchio Mondial Moto S.p.a. è stato riutilizzato per produrre motocicli dal 2000 al 2004 e il marchio F.B. Mondial è utilizzato dal 2015 per la produzione di motocicli; in entrambi i casi però senza collegamenti diretti con l'azienda progenitrice.

## Storia

### 1929-1978

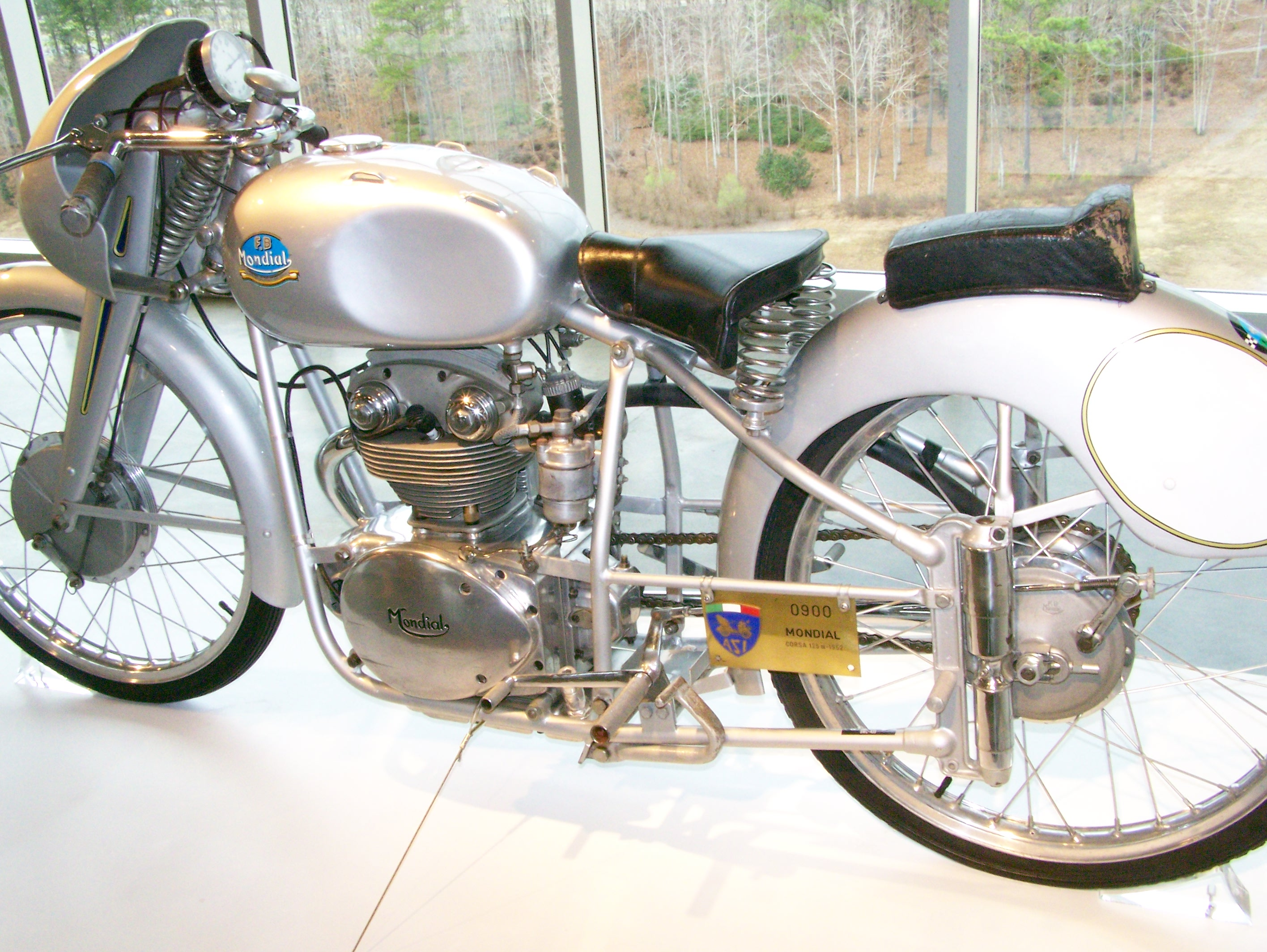
Una Mondial 125 MA del 1952

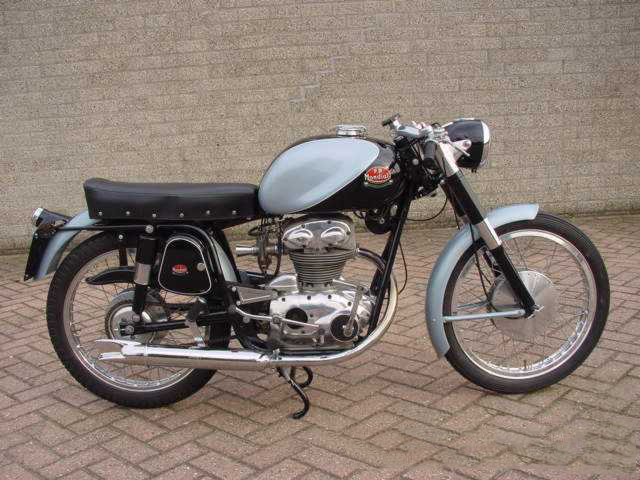
Una Mondial Supersport 200 del 1955

L'azienda venne fondata nel 1929 a Milano, con la denominazione FB (acronimo di Fratelli Boselli), da una famiglia dell'aristocrazia terriera piacentina, originaria di Ancarano e composta dai fratelli Carlo, Luigi, Ettore, Giuseppe e Ada Boselli. Capofila dell'iniziativa imprenditoriale fu Giuseppe Boselli, già valente pilota e comproprietario della azienda motociclistica bolognese G.D.
Dapprima venne aperto un negozio-officina per la vendita e assistenza di modelli G.D, nel giro di pochi mesi, fu chiara la richiesta del mercato verso il mezzo di trasporto economico e robusto come il motocarro. Durante gli anni della sua esperienza sportiva, il conte Giuseppe Boselli aveva conosciuto Oreste Drusiani, valente costruttore di motori per varie case, nella cui azienda posta in via Milazzo 32 a Bologna, la FB stabilì la sua prima sede produttiva, dedicandosi alla costruzione di motocarri. L'improvvisa morte di Drusiani e la chiusura della G.D crearono uno stato di incertezza dell'officina Bolognese, superata dalle commesse della CM di Mario Cavedagni, che entrò nell'assetto sociale delle Officine Drusiani, insieme ai figli del fondatore Giannina e Alfonso.
Dopo la morte di Cavedagni, avvenuta nel 1939, vista la buona risposta del mercato, all'inizio degli anni quaranta la FB e la Drusiani decisero un piano comune di ampliamento della struttura produttiva e l'acquisto di macchinari più moderni, per aumentare la produzione e dedicarsi anche alla costruzione di motoleggere. Sfortunatamente non riuscirono a metterlo in pratica, dato che il 24 luglio 1943, un pesante bombardamento alleato colpì la stazione ferroviaria di Bologna e i suoi dintorni, radendo al suolo l'azienda, ma non i macchinari che erano stati prudenzialmente spostati, in seguito al primo bombardamento su Bologna del 15 luglio.

### Il dopoguerra e la produzione di motocicli
La produzione di motocicli, di fatto, ebbe inizio nel dopoguerra, quando – proseguendo la collaborazione tra le famiglia Drusiani e Boselli – fu ricostruito l'opificio spostando la produzione a Milano, anche grazie alle ingenti risorse economiche dei Boselli che, di fatto, assunsero il controllo dell'azienda.

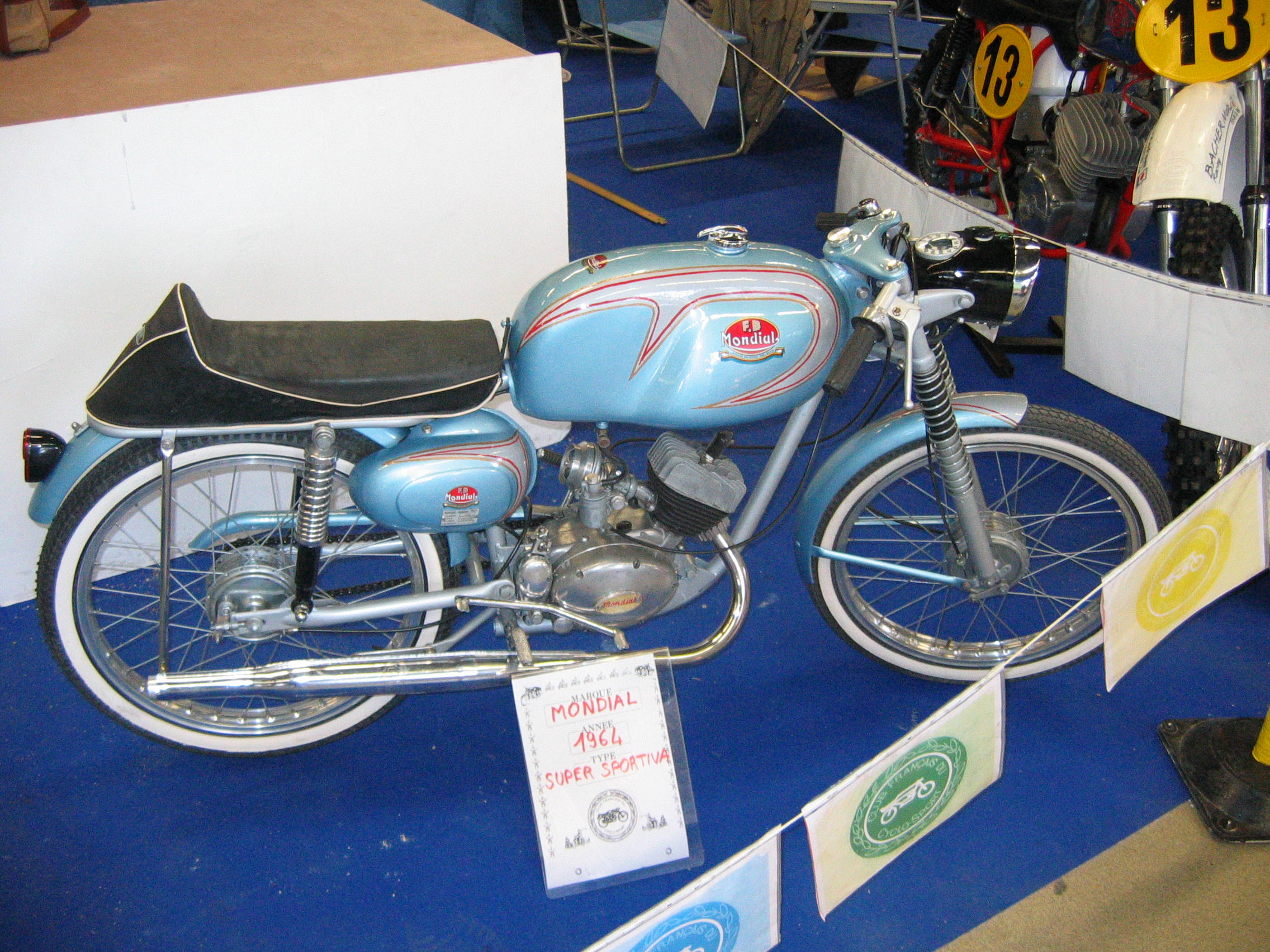
Una Mondial 48 SS 3M del 1964

Denominata in tali anni FB Mondial prima (e, in seguito, Mondial Moto), l'azienda proseguì nella produzione di motocarri, anche cimentandosi in quella delle motociclette di piccola e media cilindrata, sino a 250 cm³.
Molto attiva nelle competizioni del motomondiale ha annoverato tra le sue file piloti di rilevanza internazionale come Nello Pagani, Carlo Ubbiali, Walter Villa, Bruno Ruffo, Tarquinio Provini, ecc. Il suo nome ricorre infatti svariate volte anche nell'Albo d'oro del motomondiale quale vincitrice di titoli in varie categorie. Alla fine del 1957, quando insieme a Gilera e Moto Guzzi decise di ritirarsi dalle competizioni, vantava la conquista di 10 titoli Mondiali. Alla fine degli anni sessanta il ritorno alle competizioni con lusinghieri risultati, fino alla cessazione della produzione che non raggiunse mai risultati soddisfacenti.
Nel 1978 venne presentato un nuovo modello di cross competizione da 50cc; si trattò dell'ultimo progetto, poiché in quell'anno l'azienda – pur continuando ad esistere come Mondial Moto s.r.l. – cessò ogni attività produttiva.

### La Mondial Moto s.p.a.: 1999-2004

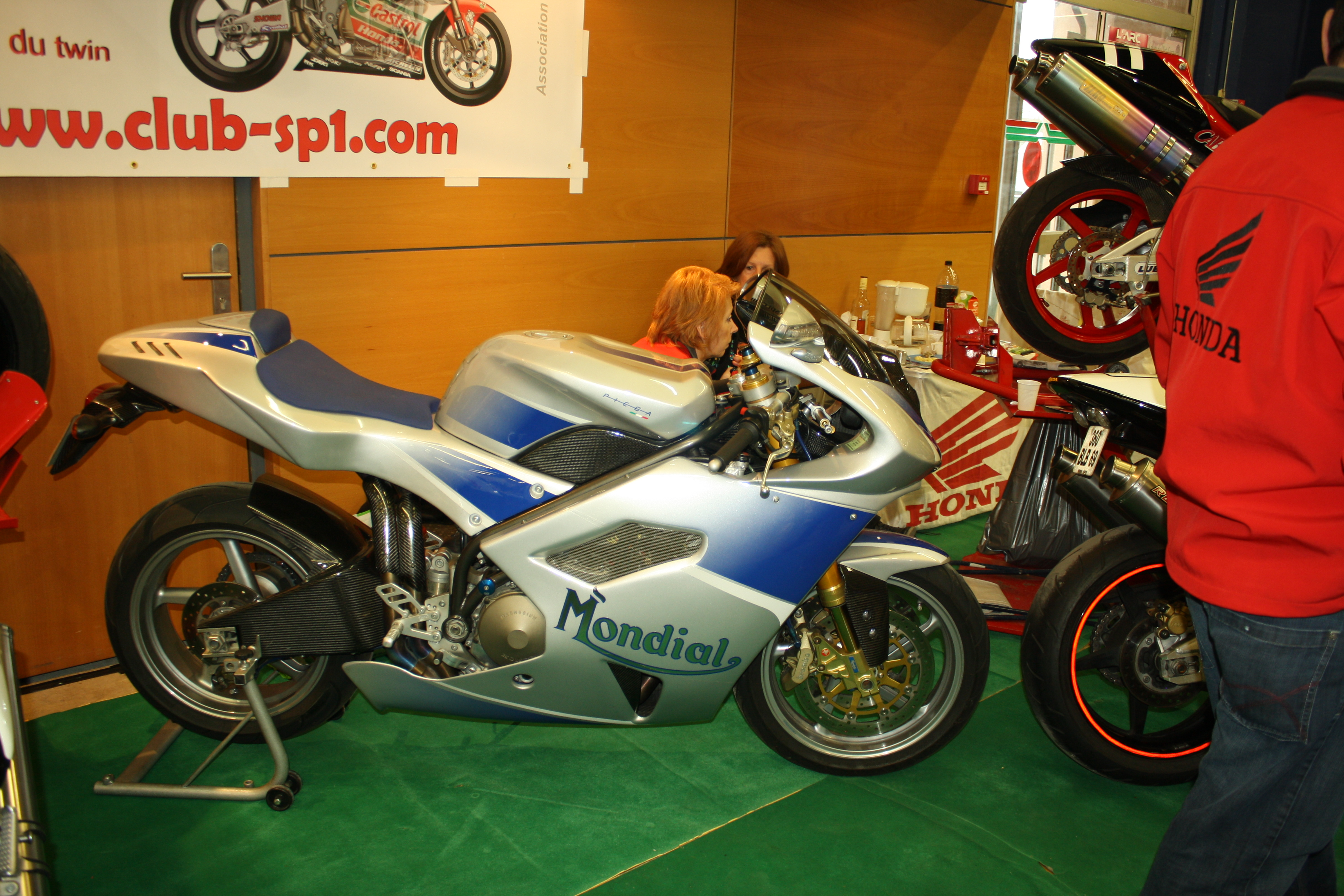
Mondial Piega

Nel 1999 un contratto di licenza d'uso del marchio, firmato dalla famiglia Boselli a favore di terzi permise la creazione della Mondial Moto S.p.A., con sede a Manerbio (Brescia). Nel 2000, tramite un accordo con Honda, il motore della VTR 1000 SP-1 (motore plurivittorioso nel Campionato Mondiale Superbike delle derivate dalla serie) muoverà la Mondial Piega 1000. Innovativo il sistema di vendita, secondo il quale l'ordinazione e il pagamento della moto venivano effettuati direttamente presso la Mondial Moto. I concessionari erano in effetti solo degli show room dove poter visionare il prodotto.
Nel 2003 in occasione dell'EICMA di Milano diede inaspettati segni di vitalità presentando due futuristiche naked derivate dalla Piega 1000 denominate Starfighter, one-off disegnata da Massimo Zaniboni di Arkema Studio (autore anche della Mondial Piega EVO 1000) e “Nuda” dalla Boxer Design del francese Thierry Henriette.
Nonostante la costruzione di uno stabilimento di 2000m² ad Arcore, nel 2003 solo 76 Piega furono costruite e nessun esemplare della versione nuda fu mai assemblato.
Nel 2004, l'azienda dichiarò fallimento.

### La "F.B. Mondial"

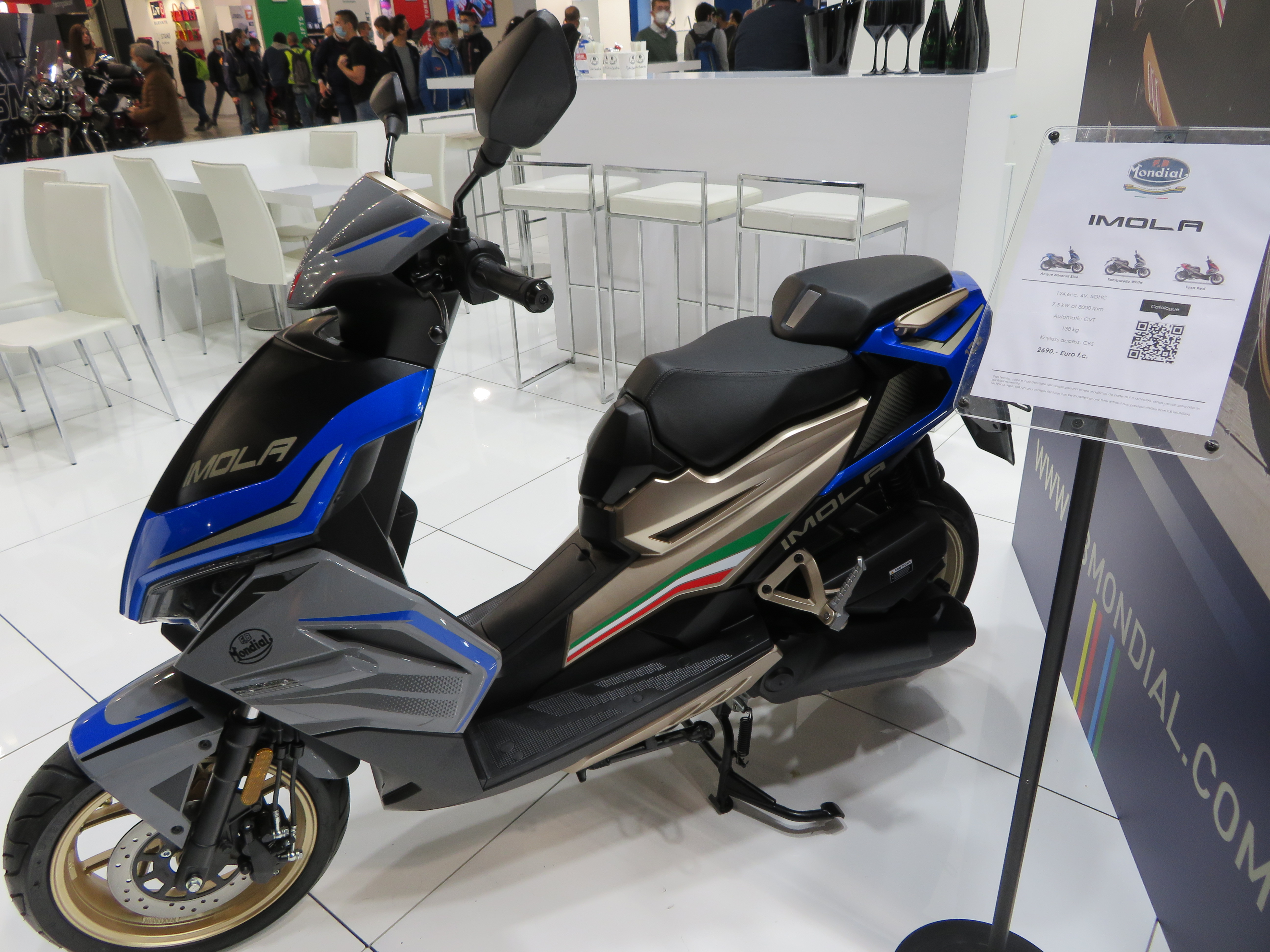
FB Mondial Imola 125 (2022)

In tempi successivi, oltre a vari strascichi legali in relazione al fallimento della s.p.a., con l'alienazione dei beni aziendali e dell'invenduto ad un'azienda di Meda, di fatto dedicata alla vendita delle moto assemblate con i pezzi rimanenti ed all'assistenza post vendita, il marchio Mondial – non coinvolto nella procedura, e di proprietà della famiglia Boselli – è stato riutilizzato, in base ad ulteriori accordi, a partire dal 2015 da parte di aziende diverse, per la produzione di motocicli.

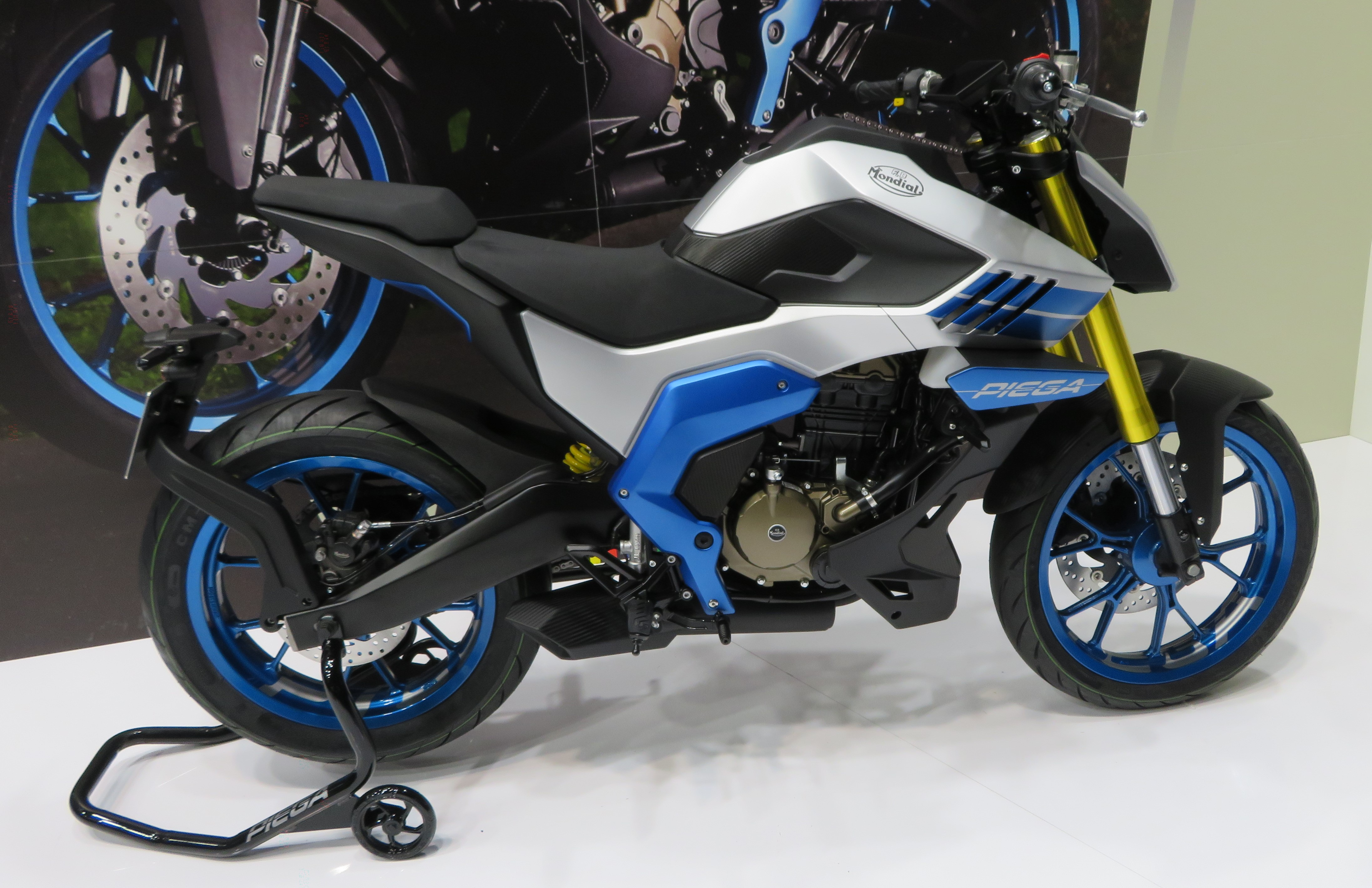
FB Mondial Piega 125 (2022)

Dal 2016 vengono presentati i nuovi modelli da super motard SMX da 125 cc, la Flat Track (125 cc), la sport classica denominata Pagani 1948 e la serie HPS.
Al salone di Milano del 2021 viene presentato uno scooter sportivo da 125 cc a ruote basse denominato Imola e una moto sportiva chiamata Piega. Si tratta di una moto naked da 125 cc, disegnata da Rodolfo Frascoli e sviluppata nel centro stile e design F.B Mondial. Lo scooter invece è il cinese Taro Imola rimarchiato dalla F.B. Mondial.

## Albo d'oro della FB Mondial

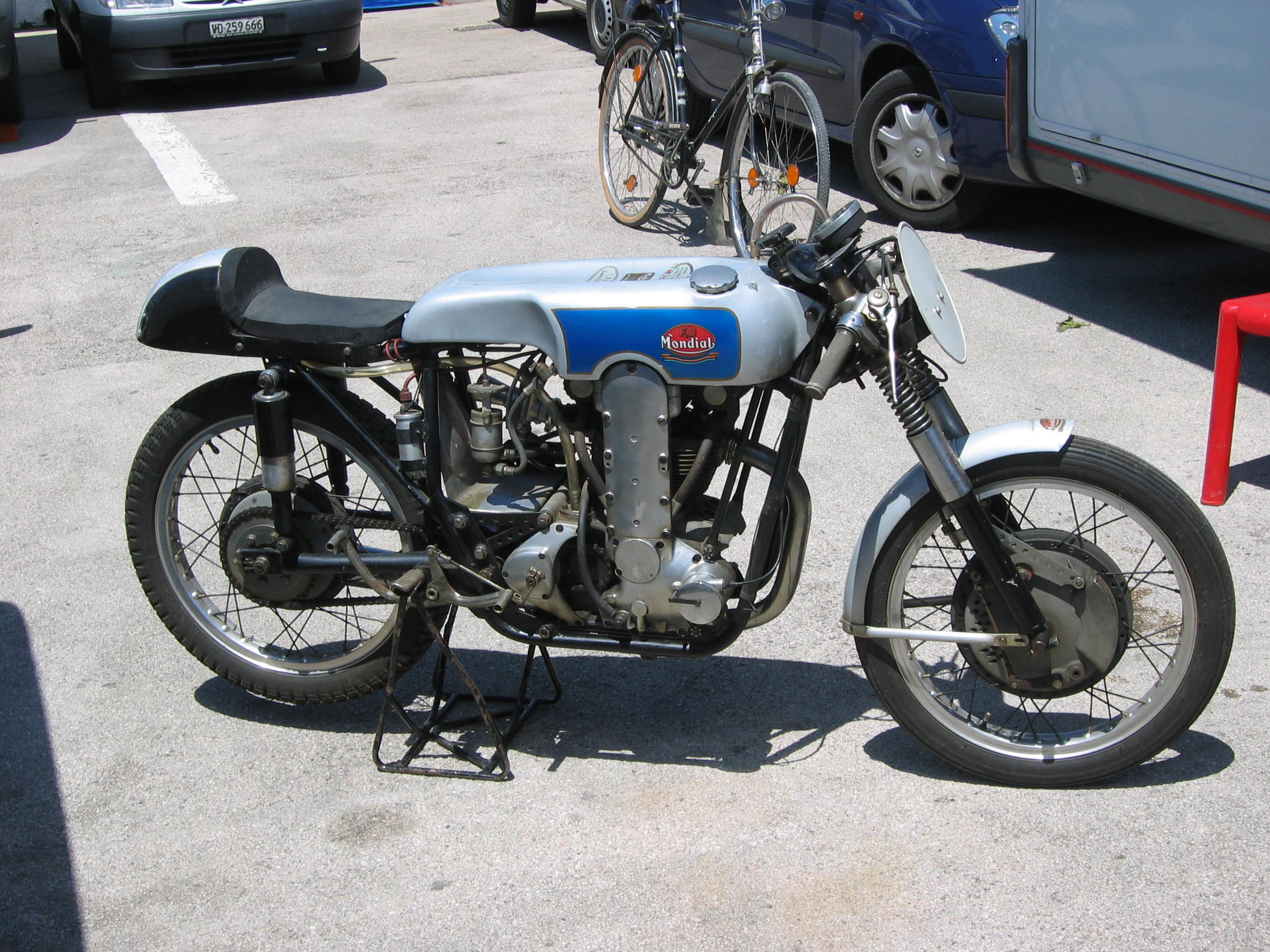
FB Mondial racing

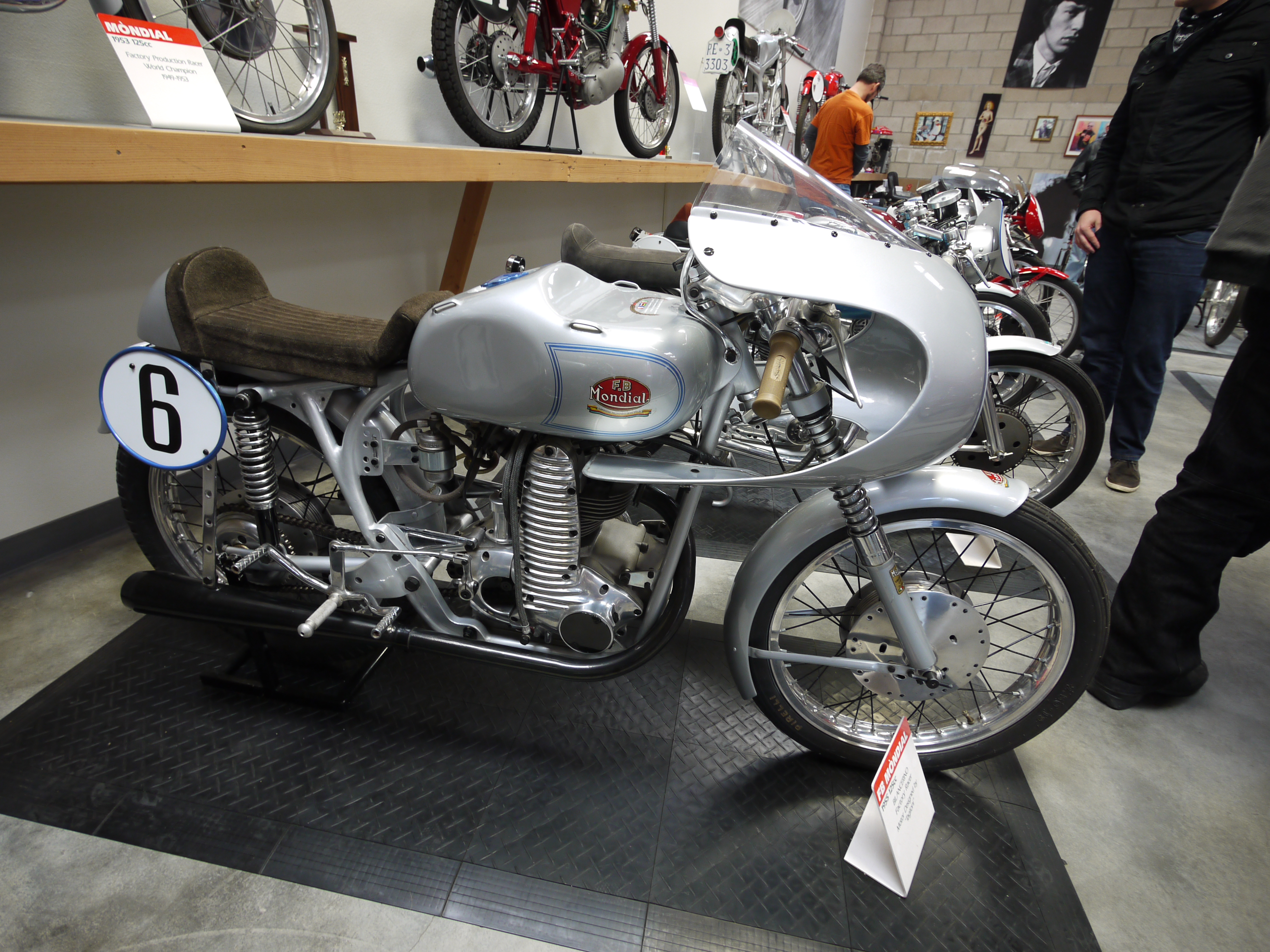
FB Mondial 125 Bilancerino del 1955, ufficiale casa, motore progettato da Fabio Taglioni

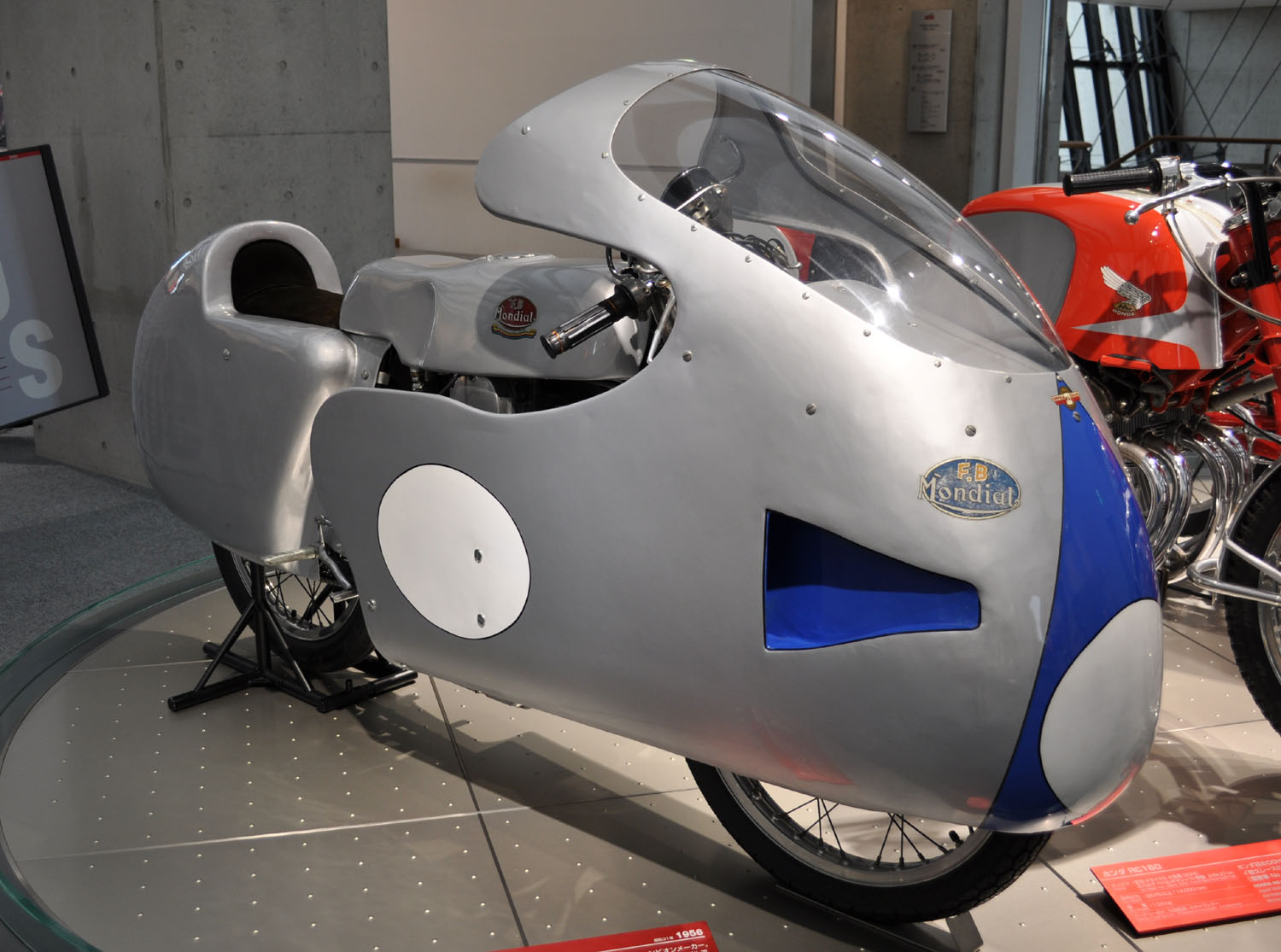
FB Mondial 125 GP del 1956

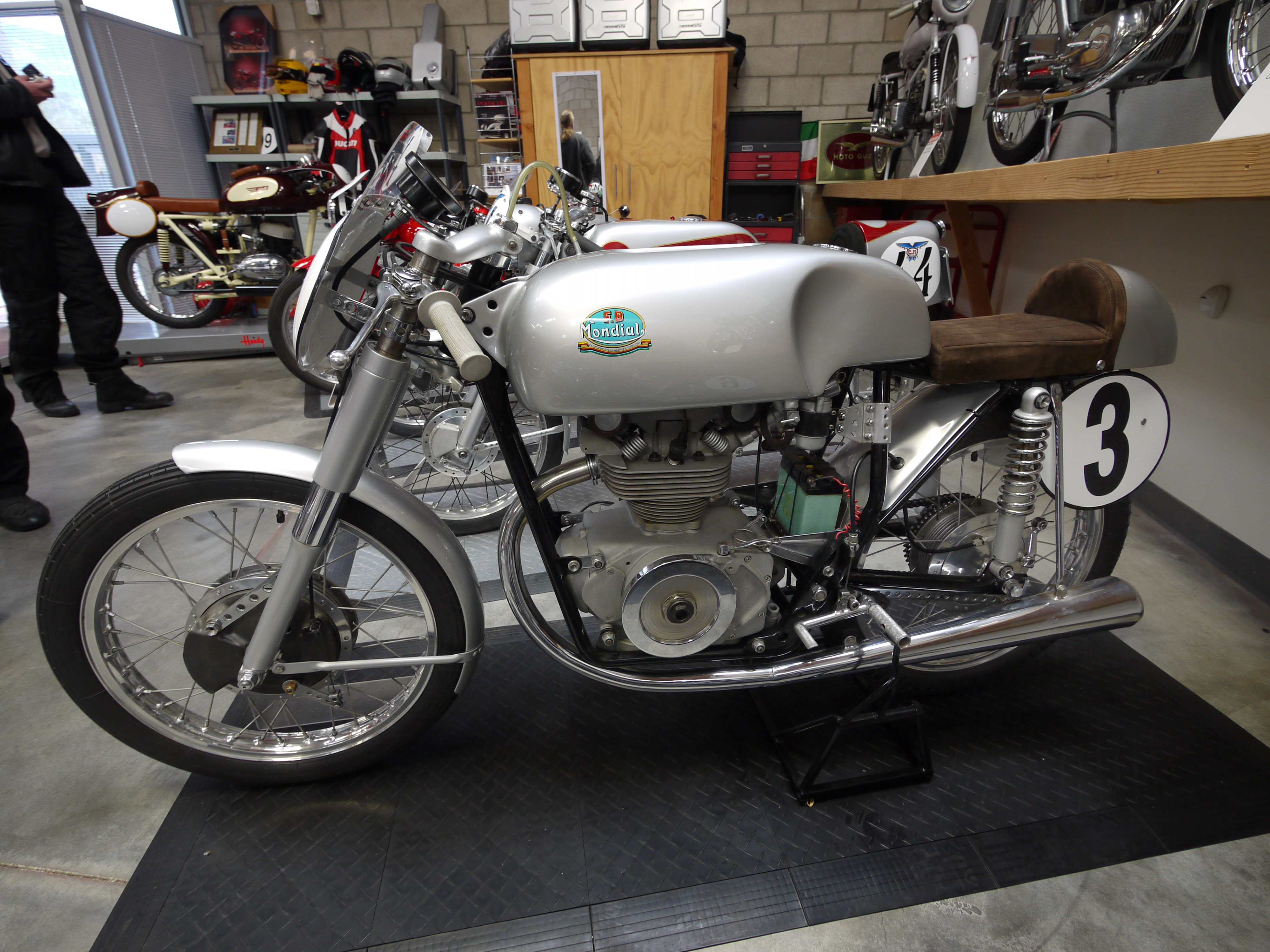
FB Mondial 175 Bialbero F2 del 1956, ufficiale casa

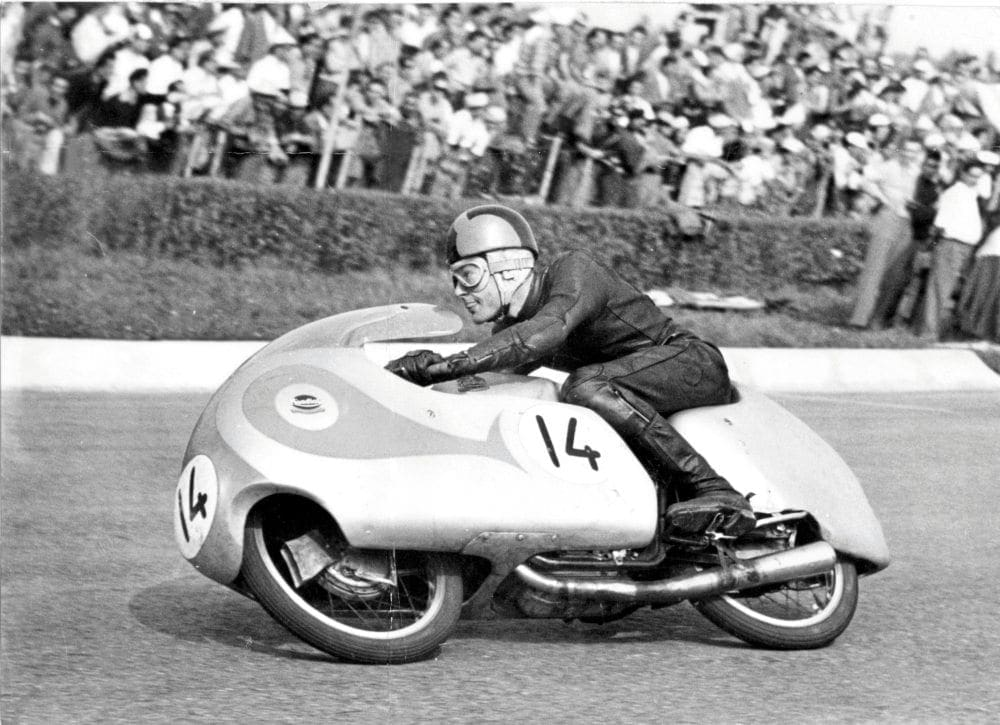
Sammy Miller su FB Mondial 250 Bialbero nel Gran Premio delle Nazioni 1957 a Monza

Notevole è, nella prima fase della propria esistenza, l'attività competitiva della Mondial, che – pur dipanandosi dal dopoguerra al 1978 – vedrà i migliori risultati arrivare negil anni 50 e 60.

### Campionati Mondiali
Motomondiale 1949
- Campionato Conduttori - Classe 125 - Nello Pagani
- Titolo Costruttori - Classe 125

Motomondiale 1950
- Campionato Conduttori - Classe 125 - Bruno Ruffo
- Titolo Costruttori - Classe 125

Motomondiale 1951
- Campionato Conduttori - Classe 125 - Carlo Ubbiali
- Titolo Costruttori - Classe 125

Motomondiale 1957
- Campionato Conduttori - Classe 250 - Cecil Sandford
- Campionato Conduttori - Classe 125 - Tarquinio Provini
- Titolo Costruttori - Classe 250
- Titolo Costruttori - Classe 125

### Campionati Nazionali
1950
- Campionato Italiano Conduttori - 1ª Categoria - Classe 125 - Carlo Ubbiali
- Trofeo Internazionale dell'Industria

1951
- Campionato Italiano Conduttori - 1ª Categoria - Classe 125 - Carlo Ubbiali

1952
- Campionato Italiano Conduttori - 1ª Categoria - Classe 125 - Carlo Ubbiali
- Campionato Nazionale di Velocità Austriaco - Classe 125 - Alexander Mayer
- Campionato Italiano Conduttori - 2ª Categoria - Classe 125 - Adelio Albonico

1953
- Campionato Nazionale di Velocità Austriaco - Classe 125 - Alexander Mayer
- Campionato Nazionale di Velocità Olandese - Classe 125 - Lodewick Simons
- Campionato Italiano Conduttori - 2ª Categoria - Classe 125 - Remo Venturi

1954
- Campionato Nazionale di Velocità Olandese - Classe 125 - Lodewick Simons
- Campionato Italiano Conduttori - 2ª Categoria - Classe 125 - Tarquinio Provini
- Campionato Italiano Marche - 2ª Categoria - Classe 125

1955
- Campionato Italiano Conduttori - 1ª Categoria - Classe 125 - Tarquinio Provini

1956
- Campionato Italiano Seniores - Classe 175 - Tarquinio Provini
- Campionato Italiano Motocross - Emilio Ostorero
- Campionato Italiano Juniores - Classe 125 - Francesco Villa

1957
- Campionato Italiano Seniores - Classe 250 - Tarquinio Provini
- Campionato Italiano Seniores - Classe 125 - Tarquinio Provini
- Campionato Italiano Motocross - Emilio Ostorero
- Campionato Italiano Marche Formula 1 - Classe 250
- Campionato Italiano Marche Formula 1 - Classe 125
- Campionato Inglese Marche - Classe 250
- Campionato Inglese Marche - Classe 125

1961
- Campionato Italiano Seniores - Classe 125 - Francesco Villa

1962
- Campionato Italiano Velocità Seniores - Classe 125 - Francesco Villa
- Campionato Italiano Montagna Formula 2 - Classe 125 - Alfredo Balboni

1963
- Campionato Italiano Velocità Seniores - Classe 125 - Francesco Villa

1965
- Campionato Italiano Velocità Seniores - Classe 125 - Francesco Villa
- Campionato Francese Velocità - Classe 125 - Jacky Onda

1967
- Campionato Italiano Velocità Seniores - Classe 125 - Francesco Villa